# Gert Ehrlich
Gert Ehrlich (* 22. Juni 1926 in Wien; † 10. August 2012) war ein US-amerikanischer Chemiker und Physiker.
Ehrlich floh mit seiner Schwester und den Eltern 1939 aus Österreich in die USA, da sein Vater jüdisch war. Ab 1944 studierte er an der Columbia University, unterbrochen vom Wehrdienst 1945 bis 1947. Er erhielt 1948 seinen Bachelor-Abschluss in Chemie an der Columbia University und wurde 1952 bei Paul Doty an der Harvard University mit dem Thema Studies on synthetic polyampholytes promoviert.
Als Post-Doktorand war er bei Gordon Sutherland an der University of Michigan und arbeitete über Infrarotspektroskopie von Makromolekülen. Ab 1953 forschte er bei General Electric in deren Forschungslaboratorien in Schenectady über Absorption aus Gasen an Festkörperoberflächen. Mit dem gerade erfundenen Feldionenmikroskop konnte er erstmals individuelle Atome während der Diffusion auf Metalloberflächen verfolgen und Bilder davon erhalten. Das wurde seine meistzitierte Arbeit.
1968 wurde er Professor an der University of Illinois.
Dort befasste er sich weiter mit Oberflächenphänomenen (Oberflächendiffusion) auf atomarer Ebene, unter anderem entdeckte er die Ehrlich-Schwöbel-Barriere (1966). Seine Gruppe verfolgte auch Modellierung mit Computersimulationen und verwandte nach deren Entdeckung Rastertunnelmikroskope.
1979 erhielt er den Medard W. Welch Award und 1982 den Kendall Award der American Chemical Society. 1984/85 war er als Guggenheim Fellow in Harvard und 1992 mit einem Humboldt-Forschungspreis am Fritz-Haber-Institut in Berlin bei Gerhard Ertl und Jochen H. Block. 1986 wurde er Mitglied der National Academy of Sciences.